# Ier siècle av. J.-C.
Voir aussi : Liste des siècles, Chiffres romains
Le Ier siècle av. J.-C. commence le 1er janvier 100 et finit le 31 décembre de l'an 1 av. J.-C.

## Événements

### Afrique
- 30 av. J.-C. : l'Égypte passe sous la domination romaine après la mort de Cléopâtre VII ce qui marque la fin de la dynastie des Ptolémées[1].
- 23 av. J.-C. : la candace (reine) Amanishakhéto (v. 35/ v. 20 av. J.-C.) fille de la reine Amanirenas règne en Nubie. Un traité est conclu par les ambassadeurs d'Amanishakhéto avec l'empereur Auguste à Samos en 21 av. J.-C.[2].
- 21 av. J.-C. : expéditions du proconsul d'Afrique Cornelius Balbus contre les Gétules et les Garamantes[3].

### Amérique
- 31 av. J.-C. : première date connue en Mésoamérique découverte sur la stèle C du site de Tres Zapotes, attestant l'utilisation d'un calendrier[4]. Le Ier siècle av. J.-C. voit la consolidation des traits caractéristiques de cette région tels que le calendrier, l'écriture ou le jeu de balle ainsi que l'apparition d'importants foyers de population, dont la future mégalopole de Teotihuacan.

### Asie
- Vers 85 av. J.-C. : les Scythes (Sakas), prennent le Gandhara, au Pakistan actuel, balayant les royaumes indo-grecs. Le roi Mauès établit un royaume indo-scythe avec Taxila pour capitale[5]. Ses successeurs règnent jusqu’au milieu du siècle suivant sur l’Afghanistan oriental et le Nord du Pakistan. Ils portent le titre grec de Basileus et gouvernent par l’intermédiaire de satrapes[6].
- 72-27 av. J.-C. : la dynastie des Kanva succède à la dynastie Shunga et règne sur le Magadha en Inde[7].

- 57 av. J.-C. : début de la période des Trois Royaumes de Corée, qui voit s'affronter trois royaumes principaux et d'autres plus petits en Corée et en Mandchourie[8].

- Ier siècle av. J.-C. - Ier siècle : la nécropole de Noin Ula (en), près de la rivière Selenga, dans les collines du Nord de la Mongolie, livre de nombreux objets bien conservés dans des tombeaux inondés de l'aristocratie Xiongnu[9].

### Proche-Orient
- 95-55 av. J.-C. : apogée de l’Arménie sous le règne de Tigrane II le Grand de la dynastie des Artaxiades[10].
- 88-63 av. J.-C. : guerres de Mithridate (88-85 av. J.-C.[11], 83-81 av. J.-C.[12], 74-63 av. J.-C.[13]). Rome affirme son pouvoir sur l'Asie Mineure.

- 67-63 av. J.-C. : le trône de Judée est l'enjeu d'un grave conflit entre les deux princes hasmonéens Hyrcan II et Aristobule II. Le gouverneur Antipater s'allie avec les Romains qui étaient restés depuis un siècle dans la région, et en 63 av. J.-C., l'armée romaine occupe Jérusalem, et le général Pompée entre dans le Temple de Jérusalem[14].
- 64 av. J.-C. : la Syrie devient province romaine[13].
- 63 av. J.-C. : la Judée passe sous protectorat romain[15].
- 53 av. J.-C. : bataille de Carrhes[16].
- 40-33 av. J.-C. : guerre romano-parthique. Occupation d'une partie de l'Asie mineure, de la Syrie et de la Palestine par les troupes parthes de 40 à 37 av. J.-C. Contre-offensive romaine menée par Marc Antoine de 37 à 36 av. J.-C.[16].

### Europe
- 100-50 av. J.-C. : présence attestée de Juifs en Espagne par des dalles funéraires inscrites en hébreu (Tarragone, Tortosa, Mérida, etc.)[17].
- 91-88 av. J.-C. : guerre sociale en Italie[11].

- 82-79 av. J.-C. : dictature de Sylla à Rome[18].
- 80-72 av. J.-C. : guerre sertorienne en Hispanie[19]. Trésor de Barcus.
- 73-71 av. J.-C. : troisième Guerre servile[13].
- 63-62 av. J.-C. : conjuration de Catilina[13].
- 60-53 av. J.-C. : Pompée, Crassus et Jules César forment le premier triumvirat[20].
- 58-51 av. J.-C. : guerre des Gaules[13].
- 49-45 av. J.-C. : guerre civile entre César et Pompée[21].
- 43-30 av. J.-C. : troisième guerre civile entre Marc-Antoine et Octave[22].
- 27 av. J.-C. : instauration du principat ; passage de la République romaine à l'Empire romain[23].
- 16-7 av. J.-C. : conquête romaine de la Rhétie et de l'arc alpin. La frontière de l'empire romain atteint le Danube[13].
- 13-9 av. J.-C. : campagne d'Illyrie[13].
- 12-9 av. J.-C. : campagnes de Drusus en Germanie.
- Installation de Germains : Aduatiques (issus des Teutons, vers Namur, Liège), Bataves (à l’embouchure du Rhin), Némètes (vers Spire), Sicambres (issus des Cimbres, dans le nord de la Lippe puis au sud de la Ruhr, déportés en Belgique (Cibernodunum, aujourd'hui Xanten) par Rome en 12-8[24]), Triboques (en Alsace), Vangions (vers Worms).

- Développement des oppida en Europe occidentale : Bibracte au mont Beuvray, Manching en Bavière, Stradonice en Bohême et Velem-Szentvid en Hongrie[25].

## Personnages significatifs
- Chefs politiques :
  - Rome :
    - Caius Marius (157 - 86 av. J.-C.), général et homme politique.
    - Sylla (138 - 78 av. J.-C.), général et homme politique.
    - Quintus Sertorius (126 - 72 av. J.-C.), général et homme politique.
    - Lucullus (117 - 56 av. J.-C.), général et homme politique.
    - Crassus (115 - 53 av. J.-C.), général et homme politique.
    - Catilina (108 - 62 av. J.-C.), homme politique.
    - Cicéron (106 - 43 av. J.-C.), homme politique, écrivain et philosophe.
    - Pompée (106 - 48 av. J.-C.), général et homme politique.
    - Jules César (101 -  44 av. J.-C.), général et homme politique.
    - Caton d'Utique (95 - 12 av. J.-C.), homme politique.
    - Publius Clodius Pulcher (93 ou 92 - 52 av. J.-C.), homme politique et démagogue.
    - Lépide (89 - 13 ou 12 av. J.-C.), général et homme politique.
    - Marcus Junius Brutus (85 - 42 av. J.-C.), homme politique.
    - Marc Antoine (83 - 30 av. J.-C.), général et homme politique.
    - Mécène (70 - 8 av. J.-C.), homme politique et célèbre philanthrope.
    - Octavie la Jeune (69 - 11 av. J.-C.), sœur d'Auguste et épouse de Marc Antoine.
    - Sextus Pompée (68 - 35 av. J.-C.), général et fils de Pompée.
    - Marcus Vipsanius Agrippa (63 - 12 av. J.-C.), général et homme politique.
    - Auguste (63 av J.-C., 14 ap J.-C), premier empereur romain.
    - Livie (58 av J.-C., 29 ap J.-C), impératrice, mère de Tibère et épouse d'Auguste.
    - Tibère (42 av J.-C., 37 ap J.-C), général et homme politique.
    - Julia Caesaris filia (39 av J.-C., 14 ap J.-C), fille d'Auguste et épouse d'Agrippa puis de Tibère.

  - Égypte :
    - Ptolémée X (140 ou 139 - 88 av. J.-C.), règne de 107 à 88 avant J.-C..
    - Ptolémée IX (143 ou 142 - 80 av. J.-C.), règne de 116 à 107 puis de 88 à 80 avant J.-C..
    - Ptolémée XI (105 ou 104 - 80 av. J.-C.), règne de 80 à 80 avant J.-C..
    - Ptolémée XII (117 ou 116 - 51 av. J.-C.), règne de 80 à 58 puis de 55 à 51 avant J.-C..
    - Bérénice IV (77 - 55 av. J.-C.), règne de 58 à 55 avant J.-C..
    - Cléopâtre VII (69 - 30 av. J.-C.), règne de 51 à 30 avant J.-C..
    - Ptolémée XIII (61 - 47 av. J.-C.), règne de 51 à 47 avant J.-C..
    - Ptolémée XIV (59 - 44 av. J.-C.), règne de 47 à 44 avant J.-C..
    - Ptolémée XV Césarion (47 ou 44 - 30 av. J.-C.), règne de 44 à 30 avant J.-C..

  - Barbares :
    - Crixos (? - 72 av. J.-C.), chef rebelle gaulois.
    - Spartacus (100 - 71 av. J.-C.), gladiateur et chef insurgé de la troisième guerre servile.
    - Cassivellaunos (? - 54 av. J.-C.), chef militaire britannique celtique.
    - Arioviste (? - 54 av. J.-C.), chef militaire germanique.
    - Ambiorix (? - 53 av. J.-C.), chef militaire gaulois.
    - Vercingétorix (80 - 46 av. J.-C.), chef militaire gaulois.
    - Burebista (? - 44 av. J.-C.), roi de Dacie qui règne de 82 à 44 avant J.-C..

  - Chine :
    - Jin Midi (134 - 86 av. J.-C.), homme politique.
    - Huo Guang (? - 68 av. J.-C.), homme politique.
    - Han Xuandi (91 - 49 av. J.-C.), empereur qui règne de 74 à 49 avant J.-C..

  - Autre :
    - Tigrane II d'Arménie (140 - 55 av. J.-C.), roi d'Arménie.
    - Hérode Ier le Grand (73 - 4 av. J.-C.), roi de Judée.
    - Juba II (52 av J.-C., 23 ap J.-C.), dernier roi de Numidie.
- Littérature, science et philosophie :
  - Rome :
    - Varron (116 - 27 av. J.-C.), érudit.
    - Cornélius Népos (100 - 25 av. J.-C.), biographe.
    - Lucrèce (94 - 54 av. J.-C.), poète et philosophe.
    - Vitruve (90 - 15 av. J.-C.), écrivain, architecte et ingénieur.
    - Salluste (86 - 35 ou 34 av. J.-C.), historien et homme politique.
    - Catulle (83 - 30 av. J.-C.), poète.
    - Virgile (70 - 19 av. J.-C.), poète.
    - Horace (65 - 8 av. J.-C.), poète.
    - Tite-Live (64 ou 59 - 17 av. J.-C.), historien.
    - Verrius Flaccus (55 av J.-C., 20 ap J.-C), grammairien.
    - Sénèque l'Ancien (54 av J.-C., 39 ap J.-C), rhéteur et écrivain.
    - Tibulle (50 - 19 ou 18 av. J.-C.), poète.
    - Labéon (50 av J.-C., 10 ap J.-C), juriste.
    - Properce (47 - 14 av. J.-C.), poète.
    - Ovide (43 av J.-C., 17 ou 18 ap J.-C), poète.
    - Trogue Pompée, historien.

  - Grèce :
    - Diodore de Sicile (90 - 30 av. J.-C.), historien.
    - Strabon (60 av J.-C., 20 ap J.-C), historien et géographe.

  - Chine :
    - Sima Qian (145 - 86 av. J.-C.), historien, père de l'historiographie chinoise.
    - Jing Fang (78 - 37 av. J.-C.), mathématicien et théoricien de la musique.
- Religion :
  - Hillel Hazaken, rabbin juif et auteur des sept règles en herméneutique.
  - Joseph, le père adoptif de Jésus.
  - Marie, la mère de Jésus selon le Nouveau Testament et le Coran.
  - Jésus de Nazareth, le fils de Dieu dans diverses croyances.
  - Jean le Baptiste, prophète juif dans le christianisme et l'islam.